# WTA Tournament of Champions 2014
El Qatar Airways Tournament of Champions Sofia será un torneo de tenis individual femenino que se jugará en pista dura indoor. Será la quinta edición del WTA Tournament of Champions y forma parte del circuito de la WTA. El torneo tendrá lugar por segunda vez en la ciudad de Sofia, Bulgaria, y se jugará en el ARENA ARMEEC Sofia, del 28 de octubre al 2 de noviembre de 2014.

## Torneo

### Descripción
Es el torneo de fin de temporada para aquellas jugadoras que ganaron por lo menos uno de los torneos de la categoría International pero que no clasificaron para el WTA Tour Championships. El cuadro de individuales consta de ocho jugadoras (seis clasificadas + dos invitaciones). No hay torneo de dobles dentro de este evento.
El 5 de octubre la organización del torneo dio a conocer que su principal patrocinador sería Qatar Airways y que el nombre oficial del evento sería Qatar Airways Tournament Of Champions Sofia.

### Formato
Después de dos ediciones en que se jugaron eliminaciones directas a partir de cuartos de final, el formato del torneo volverá a ser como la edición inaugural, es decir, habrá un sistema de grupos llamado round robin, sólo que la diferencia con aquella edición erradicará en que esta vez serán ocho jugadoras y no doce como en 2009. A partir del round robin que constará de dos grupos de cuatro jugadoras cada uno y en el que jugarán todas contra todas, se determinarán las semifinalistas, que serán las primeras dos jugadoras de cada grupo. Las parejas de semifinales serán conformadas por la primera tenista del Grupo 1 versus la segunda tenista del Grupo 2 y la segunda tenista del Grupo 1 versus la primera del Grupo 2. La ganadora de cada llave de semifinales accederá a la final, en donde se disputarán el título.

## Sistema de clasificación
Las 6 jugadoras mejor clasificadas que hayan ganado al menos un torneo International durante el año y que no hayan clasificado para el WTA Tour Championships 2014 se clasificarán para el evento.

### Campeonas de los Torneos WTA International 2014
Para el calendario 2014, la lista de las campeonas de los International Tournaments es la siguiente:
| Torneo           | Fechas           | Superficie        | Ganadora                |
| ---------------- | ---------------- | ----------------- | ----------------------- |
| Shenzhen         | 30 de diciembre  | Dura              | Na Li                   |
| Auckland         | 30 de diciembre  | Dura              | Ana Ivanović            |
| Hobart           | 6 de enero       | Dura              | Garbiñe Muguruza        |
| Pattaya City     | 27 de enero      | Dura              | Yekaterina Makarova     |
| Río de Janeiro   | 17 de febrero    | Dura (i)          | Kurumi Nara             |
| Acapulco         | 24 de febrero    | Tierra batida     | Dominika Cibulková      |
| Florianópolis    | 24 de febrero    | Dura              | Klára Zakopalová        |
| Monterrey        | 31 de marzo      | Dura              | Ana Ivanović            |
| Katowice         | 7 de abril       | Tierra batida (i) | Alizé Cornet            |
| Bogotá           | 7 de abril       | Tierra batida     | Caroline Garcia         |
| Kuala Lumpur     | 14 de abril      | Dura              | Donna Vekić             |
| Marruecos        | 21 de abril      | Tierra batida     | María Teresa Torró Flor |
| Oeiras           | 28 de abril      | Tierra batida     | Carla Suárez Navarro    |
| Estrasburgo      | 19 de mayo       | Tierra batida     | Mónica Puig             |
| Núremberg        | 19 de mayo       | Tierra batida     | Eugénie Bouchard        |
| 's-Hertogenbosch | 16 de junio      | Hierba            | Coco Vandeweghe         |
| Bucarest         | 7 de julio       | Tierra batida     | Simona Halep            |
| Bad Gastein      | 7 de julio       | Tierra batida     | Andrea Petković         |
| Bastad           | 14 de julio      | Tierra batida     | Mona Barthel            |
| Estambul         | 14 de julio      | Dura              | Caroline Wozniacki      |
| Bakú             | 21 de julio      | Dura              | Elina Svitolina         |
| Washington       | 28 de julio      | Dura              | Svetlana Kuznetsova     |
| Tashkent         | 8 de septiembre  | Dura              | Karin Knapp             |
| Quebec           | 8 de septiembre  | Dura (i)          | Mirjana Lučić-Baroni    |
| Hong Kong        | 8 de septiembre  | Dura              | Sabine Lisicki          |
| Seúl             | 15 de septiembre | Dura              | Karolína Plíšková       |
| Cantón           | 15 de septiembre | Dura              | Monica Niculescu        |
| Linz             | 6 de octubre     | Dura (i)          | Karolína Plíšková       |
| Osaka            | 6 de octubre     | Dura              | Samantha Stosur         |
| Tianjin          | 6 de octubre     | Dura              | Alison Riske            |
| Luxemburgo       | 13 de octubre    | Dura (i)          | Annika Beck             |

## Jugadoras clasificadas a Sofía
Al 21 de octubre de 2014 las jugadoras clasificadas al WTA Tournament of Champions 2014 son:
| Pos | País                                  | Jugadora             | Rank WTA | Torneos Ganados    | Estatus                         |
| --- | ------------------------------------- | -------------------- | -------- | ------------------ | ------------------------------- |
| -   | Bandera de Rumania                    | Simona Halep         | 4        | Bucharest          | Jugará el WTA Championships     |
| -   | Bandera de Canadá                     | Eugenie Bouchard     | 5        | Núremberg          | Jugará el WTA Championships     |
| -   | Bandera de Serbia                     | Ana Ivanovic         | 7        | Auckland Monterrey | Jugará el WTA Championships     |
| -   | Bandera de Dinamarca                  | Caroline Wozniacki   | 8        | Estambul           | Jugará el WTA Championships     |
| -   | Bandera de la República Popular China | Na Li                | 9        | Shenzhen           | Se retiró del tenis profesional |
| 1   | Bandera de Eslovaquia                 | Dominika Cibulková   | 12       | Acapulco           | Clasificada                     |
| 2   | Bandera de Rusia                      | Yekaterina Makarova  | 13       | Pattaya City       | Clasificada                     |
| 3   | Bandera de Italia                     | Flavia Pennetta      | 15       | Wildcard           | Clasificada como invitada       |
| 4   | Bandera de Alemania                   | Andrea Petkovic      | 16       | Bad Gastein        | Clasificada                     |
| 5   | Bandera de España                     | Carla Suárez Navarro | 19       | Oeiras             | Clasificada                     |
| 6   | Bandera de Francia                    | Alizé Cornet         | 20       | Katowice           | Clasificada                     |
| -   | Bandera de Australia                  | Samantha Stosur      | 21       | Osaka              | Baja por lesión                 |
| 7   | Bandera de España                     | Garbiñe Muguruza     | 23       | Hobart             | Clasificada                     |
| 8   | Bandera de Bulgaria                   | Tsvetana Pironkova   | 44       | Wildcard           | Clasificada como invitada       |
| Alt | Bandera de República Checa            | Karolína Plíšková    | 24       | Seúl Linz          | Suplente                        |
| Alt | Bandera de Ucrania                    | Elina Svitolina      | 30       | Bakú               | Suplente                        |

| Jugadoras Clasificadas                                    |
| Bajas o retiros                                           |
| Jugadoras que estarán participando WTA Tour Championships |

## Resultados

### Final
| Fecha    | Partido             | Partido | Partido             | Resultado     |
| -------- | ------------------- | ------- | ------------------- | ------------- |
| 02.11.14 | Andrea Petković [4] | 2-1     | Flavia Pennetta [3] | 1-6, 6-4, 6-3 |